# 平頭深鱨
平頭深鱨，為輻鰭魚綱鯰形目脂鱨科的其中一種，為熱帶淡水魚，分布於非洲坦干伊喀湖流域，體長可達22公分，棲息在底層水域，以魚類為食，生活習性不明。

## 扩展阅读
維基物種上的相關：平頭深鱨